# Seznam mostů přes Jizeru
Toto je seznam silničních a železničních mostů či pěších lávek, které překonávají tok řeky Jizery. Pro stanovení říčních kilometrů bylo použito vodácké kilometráže od společnosti SHOCart.
| foto | říční kilometr | kde                   | název                     | označení        | GPS                              | překonávané cesty a další popis |
| ---- | -------------- | --------------------- | ------------------------- | --------------- | -------------------------------- | --- |
|      | 153,2          | Jizerka               | pěší lávka                |                 | 50°48′57″ s. š., 15°22′14″ v. d. | + Lávka se nachází na státní hranici Česka a Polska, těsně nad ústím pravobřežního přítoku Jizerka pod horou Bukovec (1005 m n. m.), a spojuje osady Jizerka a Mořina na české straně s osadou Orle na polské straně. V roce 1901 zde byl postaven štíhlý klenutý železobetonový most sloužící davům pěších poutníků, ale uzavření hranice po II. světové válce pro turisty znamenalo ztrátu významu a smyslu pro chátrající most, který byl roku 1982 nakonec zdemolován. V roce 2005 jej nahradila dřevěná lávka. |
|      | 146,6          | Kořenov               | železniční most           | Jizerský most   | 50°46′49″ s. š., 15°22′8″ v. d.  | Trať 035 Tanvald – Harrachov (– Szklarska Poręba) Most z roku 1902 je dlouhý 116 m a tvoří ho kamenné pylony o výšce až 25 m, mezi kterými jsou zavěšeny relativně krátké ocelové konstrukce (1 příhradová, 3 plnostěnné) s horní mostovkou tak, aby trať mohla vykonat oblouk o poměrně krátkém poloměru 202 m. Krátce za východním zhlavím se trať noří do posledního z celkem pěti tunelů. |
|      |                | Kořenov               | pěší lávka                |                 | 50°46′19″ s. š., 15°22′55″ v. d. | + 3020 Jeden z vůbec prvních železobetonových monolitních klenutých mostů na území ČR se nachází v místní části Hoftík. Původně byl určen i pro vozidla, vzhledem k havarijnímu stavu (včetně sesunuté části mostu na levobřežní straně) už řadu let slouží pouze chodcům a cyklistům. Původní lávka byla odstraněna v roce 2019 a nahrazena novostavbou. |
|      | 144,5          | Kořenov               | silniční most             | 10-076          | 50°45'57.098"N, 15°23'7.123"E    | + Železobetonový most z předpjatého betonu, se svažující se klopenou mostovkou o rozpětí 84 m a postavenou v zatáčce o poloměru pouhých 80 m, byl postaven v letech 1963 až 1966 jako součást tehdejší evropské hlavní silnice E14. |
|      | 143,5          | Kořenov               | silniční most             |                 | 50°45'39.769"N, 15°23'19.538"E   | Ocelový most s dřevěnou mostovkou v oblasti pod bývalým závodem Cutisin spojuje Dolní Kořenov s hlavní silnicí I/14. |
|      | 142,8          | Harrachov – Mýto      | silniční most             |                 | 50°45'41.704"N, 15°23'50.639"E   | Mohutný kamenný most se třemi klenebními poli se nachází těsně pod soutokem Jizery s Mumlavou, tj. bývalou státní hranicí (v soutoku řeky býval hraniční kámen, označující rozhraní českého/rakouského/československého a pruského/německého/polského území do roku 1958, než došlo k posunu hranice severním směrem). Most zhruba do roku 1966 sloužil i dálkové silniční dopravě, později byl využíván jen pro místní dopravu (např. pro podnik Cutisin) a postupně chátral, koncem 80. let již chyběly i některé bloky kamenného zábradlí (dodnes jsou k nalezení pod mostem, kam je zřejmě shodili vandalové). Po smrtelném pádu mladé turistky byl most v roce 2011 dokonce uzavřen i pro pěší – v roce 2015 však o takovém zákazu není na místě žádná zmínka. |
|      |                | Vilémov               | silniční most             |                 | 50°44′ s. š., 15°25′9″ v. d.     | Spojuje levobřežní ves Vilémov s pravobřežní osadou Havírna a řadou dalších obytných enkláv. |
|      | 135,8          | Paseky nad Jizerou    | silniční most             | 29056-2         | 50°43′24″ s. š., 15°24′56″ v. d. | III/29056 + 20 Spojuje ves Paseky nad Jizerou se silnicí I/14. Hned vedle mostu se nachází areál významného výrobce obalových kartonů EMBA Paseky (dříve jeden ze závodů n.p. Krkonošské papírny). |
|      | 135,0          | Rokytnice nad Jizerou | pěší lávka                |                 | 50°43′5″ s. š., 15°25′19″ v. d.  | Spojuje osadu Zadní Blansko s dolním koncem města Rokytnice nad Jizerou. Je unikátní tím, že na rokytnické straně na ni namísto klasické pěšiny navazuje dlouhá zavěšená ocelová galerie nad Huťským potokem, která zároveň podchází dva železobetonové mosty (silnice I/14 a spojka k benzinové pumpě), a pak teprve vede na krajnici II/294 vedoucí do centra Rokytnice1. |
|      |                | Jablonec nad Jizerou  | silniční most             |                 | 50°43′5″ s. š., 15°25′19″ v. d.  | Ocelový most z roku 1883 spojuje hlavní část města Jablonec nad Jizerou s pravobřežní místní částí Blansko. Přímo na jeho východním zhlaví se nachází přejezd tratě 042 Martinice v Krkonoších – Rokytnice nad Jizerou. |
|      | 132,9          | Jablonec nad Jizerou  | silniční most             | 29058-3         | 50°42′6″ s. š., 15°25′38″ v. d.  | III/29058 + + 4174 Spojuje město Jablonec nad Jizerou s obcí Sklenařice a městem Vysoké nad Jizerou. |
|      | 131,8          | Jablonec nad Jizerou  | železniční most           |                 | 50°41′43″ s. š., 15°26′17″ v. d. | Trať 042 Martinice v Krkonoších – Rokytnice nad Jizerou Čtvrtý a poslední říční most na této trati. Protože trať svírá s řekou úhel cca 60°, je most asymetrický – obě klenby jsou proti sobě o jedno příhradové pole posunuty. |
|      |                | Jablonec nad Jizerou  | silniční most             |                 | 50°41′42″ s. š., 15°26′17″ v. d. | Slouží pouze místní dopravě pro zdejší čistírnu odpadních vod. |
|      | 129,9          | Hradsko               | železniční most           | Hradský most    | 50°40′59″ s. š., 15°27′3″ v. d.  | Trať 042 Martinice v Krkonoších – Rokytnice nad Jizerou Jde o třetí říční most na této trati. Několik desítek metrů od jeho jižního zhlaví dříve končilo kolejové větvení tehdejší dopravny a výhybny Hradsko. Zajímavostí tohoto mostu je rozdělení na dvě pole: delší s příhradovou konstrukcí přemosťuje říční tok, kratší traverzová konstrukce přemosťuje souběžnou silnici I/14. |
|      | 128,6          | Hradsko               | silniční most             |                 | 50°40′39″ s. š., 15°27′5″ v. d.  | Spojuje jabloneckou místní část Hradsko, s bývalým významným závodem n.p. Vertex Litomyšl, a silnici I/14. |
|      |                | Hradsko               | silniční most             | 29064-1         | 50°40′28″ s. š., 15°26′58″ v. d. | Nachází se pod zříceninou hradu užNístějka. První dřevěný most zde byl postaven roku 1901 díky daru Jana hraběte Harracha, v roce 1909 byl nahrazen kamenným a v roce 2013 zde byl postaven nový, 44 m dlouhý a 8 m široký železobetonový most, který však postrádá valného oficiálního smyslu poté, co místní zchátralou silničku III/29064 nechal Krajský úřad Libereckého kraje v roce 2006 vyškrtnout ze seznamu silnic III. tříd. |
|      | 128,1          | Hradsko – Maříkov     | železniční most           | Maříkovský most | 50°40'33.694"N, 15°27'22.029"E   | Trať 042 Martinice v Krkonoších – Rokytnice nad Jizerou Jde o druhý říční most na této trati. Obdobně jako most na Hradsku přemosťuje delší částí řeku, kratší částí silnici. Krátce nad jeho východním zhlavím se navíc železniční trať noří do jediného tunelu na této trati. |
|      |                | Poniklá               | pěší lávka                |                 | 50°40′0″ s. š., 15°27′5″ v. d.   | Slouží jako přístupová trasa pro železniční zastávku na trati 042. Kromě řeky překračuje také vodní náhon pro malou vodní elektrárnu v bývalé továrně. |
|      |                | Poniklá               | pěší lávka                |                 | 50°39′14″ s. š., 15°26′51″ v. d. | 4295 Spojuje centrální část vsi Poniklá s místní částí Přívlaka. |
|      |                | Poniklá               | pěší lávka                |                 | 50°39′3″ s. š., 15°27′22″ v. d.  | Spojuje centrální část vsi Poniklá s místní částí Přívlaka a zkracuje cestu na ponikelské nádraží na trati 042. |
|      | 123,5          | Poniklá               | silniční most             | 290-023         | 50°38′44″ s. š., 15°27′37″ v. d. | + Mohutný kamenný silniční most z roku 1856, se třemi klenebními poli, prochází od července 2021 demolicí. Přímo na jeho západním zhlaví se nalézá železniční přejezd tratě 042 a navazující T-křižovatka s odbočkou silnice III/29065, na východním zhlaví se nachází T-křižovatka silnice II/290 se silnicí I/14. Novostavba nového železobetonového mostu má trvat do října 2023 (28 měsíců). |
|      | 121,8          | Horní Sytová          | silniční most             | 292-021         | 50°37'55.143"N, 15°27'49"E       | Nový železobetonový most v Horní Sytové byl postaven na místě původního ocelového trámového mostu, který byl v havarijním stavu. Původní most byl uzavřen a zbourán v květnu 1999, zůstaly z něj dva opukové pilíře v korytu řeky. Obě úpatí mostu byla přebetonována, s pilíři pak byla spojena novou monolitní mostovkou v červenci 1999, hotový most byl znovu otevřen v půli září 1999 (tzn. po necelých čtyřech měsících). |
|      | 121,6          | Horní Sytová          | železniční most           | Sytovský most   | 50°37'50.393"N, 15°27'46.713"E   | Trať 042 Martinice v Krkonoších – Rokytnice nad Jizerou Jde o první říční most na této trati. Kvůli stísněným podmínkám nad soutokem Jizery s Jizerkou je postaven do lomeného oblouku. |
|      | 119,8          | Peřimov               | silniční most             | 28618-3         | 50°37'27.676"N, 15°26'29.079"E   | III/28613 + 4173 Jednoobloukový železobetonový most nahradil lávku umístěnou o několik set metrů po proudu. V době svého vzniku (1912) se stal unikátem díky odvážnému rozpětí i estetickému řešení šedého betonu s bílými patníky a ocelovými výplněmi zábradlí. V letech 1998 až 1999 prošel důkladnou rekonstrukcí. |
|      | 117,5          | Háje nad Jizerou      | silniční most             |                 | 50°36'54.343"N, 15°25'6.487"E    | Ocelový most s horní klenbou spojuje centrum vsi Háje nad Jizerou s levobřežní částí Pekelsko a slouží jako přístupová cesta významné místní textilní továrny Gerl. |
|      | 116,0          | Loukov                | silniční most             | 2924-1          | 50°36'47.331"N, 15°24'16.814"E   | III/2924 + 4174 Silnice vede do Bystré nad Jizerou. |
|      | 114,2          | Bystrá nad Jizerou    | silniční most             |                 | 50°36'27.094"N, 15°23'30.038"E   | Unikátní dřevěný krytý most o délce 24 m, šířce 3 m a konstrukční výšce 5 m, se zastřešenou mostovkou zavřenou na trojúhelníkových a lichoběžníkových věšadlech. Pochází z konce 19. století, pro zchátralost na něm byla koncem 20. století výrazně snížena nosnost a později i zakázán vjezd motorových vozidel. Do té doby sloužil jako druhá přístupová cesta pro vesnici Bystrá nad Jizerou a také pro někdejší státní okresní archiv, sídlící v bývalém mlýně hned u mostu. |
|      |                | Benešov u Semil       | pěší lávka                |                 | 50°35′43″ s. š., 15°21′43″ v. d. | Zavěšená dřevěná lávka jedním polem překonává říční jez v Benešově a slouží jako přístupová trasa pro levobřežní osadu Kopaniny. V roce 1999 nahradila původní lávku, která byla postavena jako nástavba jezu a byla v roce 1997 silně poškozena při povodni. |
|      |                | Benešov u Semil       | pěší lávka                |                 | 50°35'58.907"N, 15°21'25.482"E   | Slouží výhradně pro potřeby klientů místního golfového klubu, jehož hřiště se nachází na levém břehu. |
|      | 106,2          | Semily                | silniční most             | 289-002         | 50°36'7.788"N, 15°19'54.389"E    | + + , Nádražní ulice Železobetonový most spojuje levobřežní místní část Podmoklice s centrem Semil. |
|      | 105,7          | Semily                | cykloturistická lávka     |                 | 50°36'21.039"N, 15°19'51.023"E   | Zavěšená lávka s dvojitou zatáčkou slouží k pohodlnému a bezpečnému pěšímu a cyklistickému spojení centra města s největším semilským sídlištěm v místní části Řeky. |
|      | 105,6          | Semily                | silniční most             |                 | 50°36'28.038"N, 15°19'49.037"E   | , Jatecká ulice Silniční most slouží k motoristickému spojení centra města s největším semilským sídlištěm v místní části Řeky. Místní označení Klapák připomíná, že je tvořen ocelovými pláty uloženými na příhradové nosné konstrukci – tyto pláty byly desítky let přímo pojížděné a při průjezdu aut vytvářely „zvonkohru“. Ta utichla až poté, co byl na pláty položen asfaltový koberec. |
|      | 104,6          | Semily                | pěší lávka                |                 | 50°36'49.403"N, 15°19'26.798"E   | Spojuje semilskou místní část Řeky a pravobřežní ves Bítouchov. |
|      | 101,1          | Spálov                | železniční most           |                 | 50°38'0.538"N, 15°17'59.681"E    | Trať 035 Železný Brod – Tanvald Nalézá se těsně před soutokem Jizery s Kamenicí, na jeho východním zhlaví je železniční zastávka Spálov. |
|      | 98,9           | Železný Brod          | pěší lávka                |                 | 50°38'28.063"N, 15°15'43.003"E   | Spojuje dvě části města Železný Brod, například jako výhodná pěší spojnice levobřežního sídliště s pravobřežním sportovním areálem. |
|      | 97,6           | Železný Brod          | silniční most             | 282-017         | 50°38'29.706"N, 15°15'17.351"E   | + č. 4170, Masarykova ulice Spojuje obě části města Železný Brod. |
|      | 96,5           | Železný Brod          | železniční most           |                 | 50°38′24″ s. š., 15°14′30″ v. d. | Bývalá vlečka do továrny Liebieg, odbočující z trati 030 Pardubice – Jaroměř – Liberec. Přibližně 70 m dlouhý ocelový příhradový most je ve špatném technickém stavu: nosná konstrukce je zatím zachovalá, ale výdřeva mostovky a konzolově zavěšeného chodníku je značně ztrouchnivělá, i když vykazuje stopy občasného používání pěšími osobami. |
|      | 93,0           | Líšný                 | silniční most             | 28215-1         | 50°38'55.827"N, 15°12'38.212"E   | III/28215 + 4170 Ocelový most s jedním horním obloukem spojuje dvě části obce Líšný s centrálním líšenským ostrovem a navazující levobřežní vsi. |
|      | 91,4           | Malá Skála            | cykloturistická lávka     |                 | 50°38'32.714"N, 15°11'40.78"E    | + 4007 Spojuje obec Malá Skála s místní částí Vranové. |
|      | 90,8           | Malá Skála            | silniční most             | 28216-1         | 50°38'12.213"N, 15°11'25.728"E   | III/28216 + Spojuje obec Malá Skála s místní částí Vranové. |
|      |                | Malá Skála            | cykloturistická lávka     |                 | 50°37'46.905"N, 15°11'19.721"E   | Cyklotrasy 17 a Greenway Jizera. |
|      |                | Malá Skála            | cykloturistická lávka     |                 | 50°37'35.002"N, 15°10'52.698"E   | Cyklotrasy 17 a Greenway Jizera. |
|      | 85,9           | Rakousy               | železniční most           |                 | 50°37'2.209"N, 15°11'10.892"E    | Trať 030 Pardubice – Jaroměř – Liberec + cyklotrasy 17 a Greenway Jizera. |
|      | 82,1           | Dolánky u Turnova     | pěší lávka                |                 | 50°36'8.081"N, 15°10'5.258"E     | + Spojuje Turnov s místní částí Dolánky. |
|      | 79,7           | Turnov                | silniční most             | 28314-2         | 50°35'14.818"N, 15°8'58.245"E    | III/28314 + , Palackého ulice Ocelový obloukový most s dolní mostovkou spojuje starou levobřežní část Turnova s novou částí na pravém břehu. Jeho železobetonový předchůdce byl do roku 1989 součástí hlavní silnice I/35, v roce 1999 pro havarijní stav rozebrán a nahrazen novým. |
|      | 79,4           | Turnov                | silniční most             | 35-052          | 50°35'6.309"N, 15°8'53.693"E     | + Tento moderní silniční most se čtyřproudou vozovkou je od roku 1989 součástí hlavní silnice I/35 včetně evropské silnice E442, když nahradil dopravní „úzké hrdlo“ v centru města. |
|      | 79,2           | Turnov                | železniční most           | „Jičíňák“       | 50°34'57.215"N, 15°8'50.817"E    | Trať 041 Hradec Králové – Turnov + č. 14 + cyklostezka TC. Tento 205,3 m dlouhý přímý most byl zprovozněn roku 1903. Jeho konstrukce je ocelová nýtovaná s horním klenutím hlavního pole a příhradovou konstrukcí ostatních čtyř polí. Chodník pro pěší se nachází na straně po proudu, na hlavní konstrukci byl zavěšen dodatečně na vynesené konzoly. V letech 2000–2001 byla u mostu zrekonstruována spodní stavba, od 4. července do 15. září 2005 pak při nepřetržité výluce tratě pardubická firma Chládek&Tintěra provedla důkladnou opravu horní stavby: výměna podélníků, vyztužení příčníků a vyztužení nadmostovkového ztužení. Celkem byl most vyztužen cca 100 tunami nových ocelových prvků a došlo k výměně více než 16.000 nýtů. Rekonstrukcí mostu byla jeho životnost prodloužena cca o 30 let a most získal nový světlemodrý nátěr. |
|      | 76,3           | Přepeře               | silniční most             | 27915-3         | 50°34'52.694"N, 15°6'44.343"E    | III/27915 + cyklotrasa 223. |
|      |                | Ploukonice            | silniční most             |                 | 50°33'48.172"N, 15°5'5.938"E     | místní komunikace + + cyklotrasy 223, 3048. Vjezd motorových vozidel jen s povolením obecního úřadu. |
|      | 70,7           | Svijany               | silniční most             | 610-035         | 50°34'16.469"N, 15°3'48.615"E    | + Bývalá trasa hlavní silnice I/10 Praha – Liberec. Při rekonstrukci mostu bezprostředně souvisejícího kamenného mostu 610-034 v roce 2014 došlo zborcení části tohoto kamenného mostu, který byl urychleně odstraněn (z důvodu možného ohrožení okolí v případě povodní) a silnice 610 mezi obcemi Svijany a Příšovice je od té doby neprůjezdná, resp. je zde průchod pouze pro pěší a cyklisty. Betonový most 610-035 přes vlastní koryto řeky Jizery nebyl havárií dotčen. |
|      | 70,6           | Svijany               | železniční most           |                 | 50°34'16.633"N, 15°3'44.141"E    | Trať 070 Praha – Turnov. |
|      | 70,5           | Svijany               | dálniční most             | D10-039         | 50°34'16.184"N, 15°3'36.617"E    | + (Dálnice D10). Tato část dálnice D10 byla stavěna jako poslední, a to v letech 1987 až 1992 (přičemž první úsek dálnice D10 Stará Boleslav – Tuřice byl zprovozněn už v roce 1972). Stavbu realizovaly Silnice Hradec Králové, samotný most je dlouhý 343 metrů. |
|      | 67,7           | Loukov                | silniční most             | 27922-2         | 50°33'27.948"N, 15°2'11.173"E    | + cyklotrasa 223 |
|      | 61,4           | Mohelnice nad Jizerou | silniční most             | 277-001         | 50°33'26.019"N, 14°58'46.765"E   | + Železobetonový segmentový most. |
|      | 56,8           | Mnichovo Hradiště     | silniční most             | 26815-3         | 50°31'32.302"N, 14°57'49.424"E   | III/26815 + cyklotrasa 223 + + , Klášterská ulice Železobetonový most se čtyřmi poli má zdobné vjezdové sokly s betonovými koulemi. Dříve míval i zdobný betonový parapet včetně betonového zábradlí, to bylo později nahrazeno ocelovým. Do doby, než byla postavena silnice R10 a jižní obchvat města, sloužil tento most k veškeré dopravě směrem na Českou Lípu. |
|      | 56,0           | Mnichovo Hradiště     | lávka pro pěší a cyklisty | 2c-M1           | 50°31'21.268"N, 14°57'23.139"E   | Cyklotrasa 17B, Černá silnice Nová pěší lávka poblíž stáčírny Kofola byla postavena na místě mostu, po kterém vedla silnice do Kláštera Hradiště a který byl zbořen pravděpodobně v 90. letech 20. století. |
|      | 55,2           | Mnichovo Hradiště     | silniční most             | 268-007         | 50°31'9.298"N, 14°57'1.351"E     | Moderní železobetonový most je součástí jižního obchvatu Mnichova Hradiště a Kláštera Hradiště, slouží jako západní přivaděč pro silnici R10. |
|      | 53,6           | Mnichovo Hradiště     | pěší lávka                |                 | 50°30'31.758"N, 14°57'42.616"E   | Lávka do obce Ptýrovec. |
|      | 49,0           | Bakov nad Jizerou     | silniční most             | 276-006         | 50°29'0.66"N, 14°55'41.515"E     | + + cyklotrasa 8155, Linkova ulice. |
|      | 48,0           | Bakov nad Jizerou     | železniční most           |                 | 50°28'31.813"N, 14°55'41.863"E   | Trať 070 Praha – Turnov + |
|      | 41,8           | Debř                  | silniční most             |                 | 50°26'42.824"N, 14°53'22.952"E   | + cyklotrasa 8153, ulice U Přejezdu Postaven roku 1923 jako první státní silniční most, který měl mostovku zavěšenou na železobetonových obloucích. |
|      | 41,3           | Debř                  | silniční most             | 38-017          | 50°26'30.451"N, 14°53'17.556"E   | |
|      | 39,8           | Mladá Boleslav        | silniční most             | 259-001         | 50°25'51.141"N, 14°53'46.996"E   | + |
|      |                | Mladá Boleslav        | silniční most             |                 | 50°25'21.168"N, 14°53'55.474"E   | Přístupová cesta do „Česany“ – vývojového centra automobilky Škoda |
|      | 38,3           | Mladá Boleslav        | železniční most           |                 | 50°25'7.334"N, 14°53'44.913"E    | Trať 064 Mladá Boleslav – Stará Paka |
|      | 37,7           | Mladá Boleslav        | silniční most             |                 | 50°24'52.03"N, 14°53'56.347"E    | Přístupová cesta do obchodní zóny. |
|      | 37,5           | Mladá Boleslav        | silniční most             |                 | 50°24'45.974"N, 14°53'54.08"E    | Cyklotrasa 241 + , Koněvova ulice. |
|      | 36,9           | Mladá Boleslav        | železniční most           |                 | 50°24'29.259"N, 14°53'44.237"E   | Železniční vlečka do starého závodu továrny Akuma. |
|      |                | Mladá Boleslav        | silniční most             | 2591-3          | 50°24'18.367"N, 14°53'28.759"E   | Cyklotrasy 143 + 241 + 8148 + , Nádražní ulice |
|      | 35,8           | Mladá Boleslav        | železniční most           |                 | 50°24'13.529"N, 14°52'42.773"E   | |
|      | 34,6           | Vinec                 | silniční most             | 27229-4         | 50°23'47.943"N, 14°52'34.633"E   | Elegantní železobetonový most se středovou klenbou a dlouhými nájezdovými panely byl od počátku vyveden v barvách, konkrétně ve světlomodré a tmavomodré barevné kombinaci. |
|      | 30,8           | Krnsko                | silniční most             | 15-026          | 50°22'16.157"N, 14°52'5.814"E    | + cyklotrasa 8160 + Prefabrikovaný železobetonový most, půdorysně zakřivený. |
|      | 27,0           | Hrušov                | pěší lávka                |                 | 50°20'25.927"N, 14°51'21.902"E   | Most místního významu. |
|      | 25,1           | Horky nad Jizerou     | železniční most           |                 | 50°19′31″ s. š., 14°51′30″ v. d. | Ocelový příhradový most býval součástí železniční vlečky z Chotětova do cukrovaru v Brodcích, po jejím fyzickém zrušení slouží místní pěší dopravě. |
|      | 25             | Horky nad Jizerou     | silniční most             | 275-004         | 50°19'30.472"N, 14°51'26.874"E   | + cyklotrasa 8151 Mohutný jednoobloukový železobetonový silniční most o délce mostovky 20 m spojuje obec Horky s hlavní silnicí č. 610. |
|      | 22,4           | Dražice               | silniční most             | 27214-2         | 50°18′26″ s. š., 14°50′46″ v. d. | III/27214 + cyklotrasa 0038 + . |
|      | 20,2           | Benátky nad Jizerou   | lávka                     |                 | 50°17′38″ s. š., 14°50′5″ v. d.  | Místní lávka pro pěší a cyklisty. |
|      | 19,3           | Benátky nad Jizerou   | silniční most             | 272-11          | 50°17′19″ s. š., 14°49′29″ v. d. | + cyklotrasa 8149, třída Osvobození politických vězňů. |
|      | 19,0           | Benátky nad Jizerou   | železniční most           |                 | 50°17′16″ s. š., 14°49′13″ v. d. | Ocelový příhradový most s horními oblouky býval součástí železniční vlečky ze Zdětína do místního cukrovaru a továrny Carborundum, ta byla roku 2005 zrušena a po její koupi městem Benátky zde roku 2008 vznikla trasa pro pěší, in-linisty a cyklisty. |
|      | 15,7           | Kochánky              | silniční most             | 2729-1          | 50°16'16.399"N, 14°47'9.564"E    | III/2729 + cyklotrasa 0041 + . Štíhlý ocelový most s horními oblouky . |
|      | 12,3           | Tuřice                | dálniční most             | D10-020         | 50°15'16.177"N, 14°46'2.165"E    | + (Dálnice D10) Dva železobetonové mosty z roku 1977 slouží každý pro jeden směr dálnice a mají délku 463 a 465 m. „Pravý“ most byl tehdy postaven jako experimentální výstavba z předepjatých nosníků TAUROS. Stavbu provedly Stavby silnic a železnic Praha. |
|      | 11,7           | Tuřice                | silniční most             | 610-019         | 50°15'3.408"N, 14°46'28.687"E    | + Bývalá trasa hlavní silnice I/10 překonávala Jizeru železobetonovým obloukovým mostem s dolní mostovkou, která svou šířkou pouhé 4 m znamenala jedno z mnoha úzkých hrdel na důležité spojnici z Prahy na Mladou Boleslav a Liberec. |
|      | 6,7            | Sojovice              | silniční most             | 331-008         | 50°13'15.96"N, 14°45'15.112"E    | + První, mohutně působící železobetonový most byl postaven roku 1909 poblíž bývalého říčního brodu. Tehdy šlo o jeden z největších železobetonových mostů v Království Českém – celková délka i s křídly činila 78 m, samotná délka mostu pak 64 m. Most měl pět pilířů, dva pobřežní a tři návodní. Jeho slavnostního otevření 5. prosince 1909 se účastnil sám arcikníže Karel František Josef, budoucí poslední panovník rakousko-uherské monarchie. Poměrně dlouhý a úzký most o nosnosti pouhých 8 tun se s rozvojem motorismu stal úzkým hrdlem na trase Stará Boleslav - Lysá nad Labem, již od 70. let 20. století se tedy MNV Sojovice snažil o jeho nahrazení. Teprve v létě 2017 se začalo se stavbou nového železobetonového mostu se dvěma jízdními pruhy a širokými krajnicemi pro cyklisty. Tento most, umístěný cca 100 m po proudu od původního, byl otevřen na podzim 2018. Původní most (přestože jej obec pokládala za svou technickou památku) byl pro zchátralost zbořen v říjnu 2018 a původní příjezdové cesty rekultivovány. |
|      | 5,1            | Otradovice            | železniční most           |                 | 50°12'20.648"N, 14°45'9.695"E    | Trať 072 Lysá nad Labem – Ústí nad Labem |
|      |                | Otradovice            | pěší lávka                |                 | 50°12'7.269"N, 14°45'6.435"E     | |
|      | 1,9            | Káraný                | silniční most             | 2451-2          | 50°11'1.279"N, 14°43'51.695"E    | + 2 – Labská stezka + cyklotrasa č. 241 Poslední most před vtokem Jizery do Labe je železobetonový klenutý a byl postaven roku 1935. |